# Union FC Rutten
Union FC Rutten is een Belgische voetbalclub uit Rutten. De club is aangesloten bij de KBVB met stamnummer 6238 en heeft rood en wit als clubkleuren.

## Geschiedenis
De club werd opgericht in 1959. Union FC Rutten ging in de laagste Limburgse provinciale reeksen spelen.
In 2020 zakte de ploeg van 3e naar 4e Provinciale, waar de ploeg in 2022 laatste eindigde. 
Er werd toen besloten toe te treden tot een fusie van 4 ploegen (VC Jekervallei Sluizen, Valencia Piringen, Union FC Rutten en Heur VV) tot een nieuwe Tongerse ploeg Unico Tongeren met stamnummer 9701 van VC Jekervallei Sluizen.